# Via Clodia

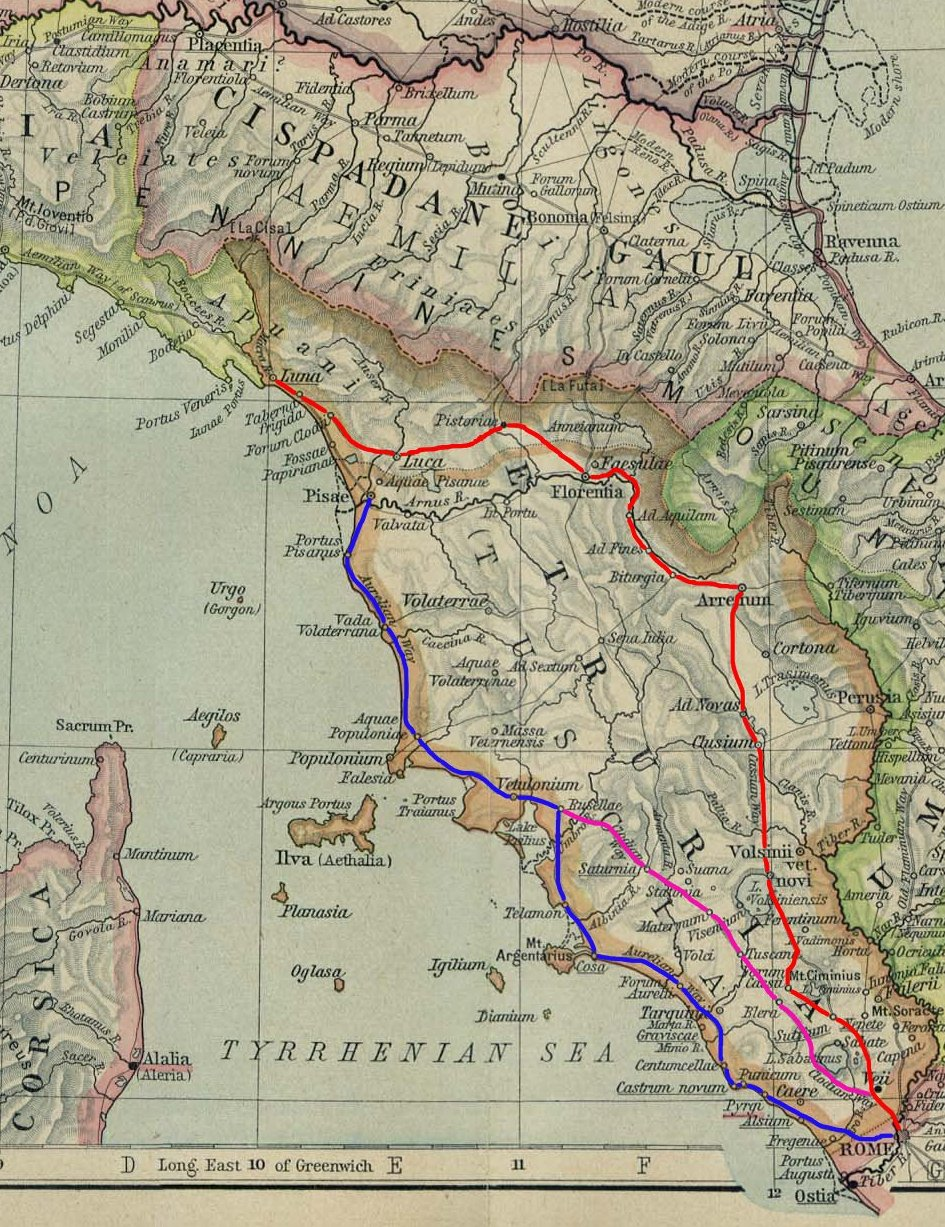
Les via de la Rome antique en direction Nord-Ovest. En bleu : le premier tronçon original de la via Aurelia, en rouge la via Cassia, en violet la via Clodia.

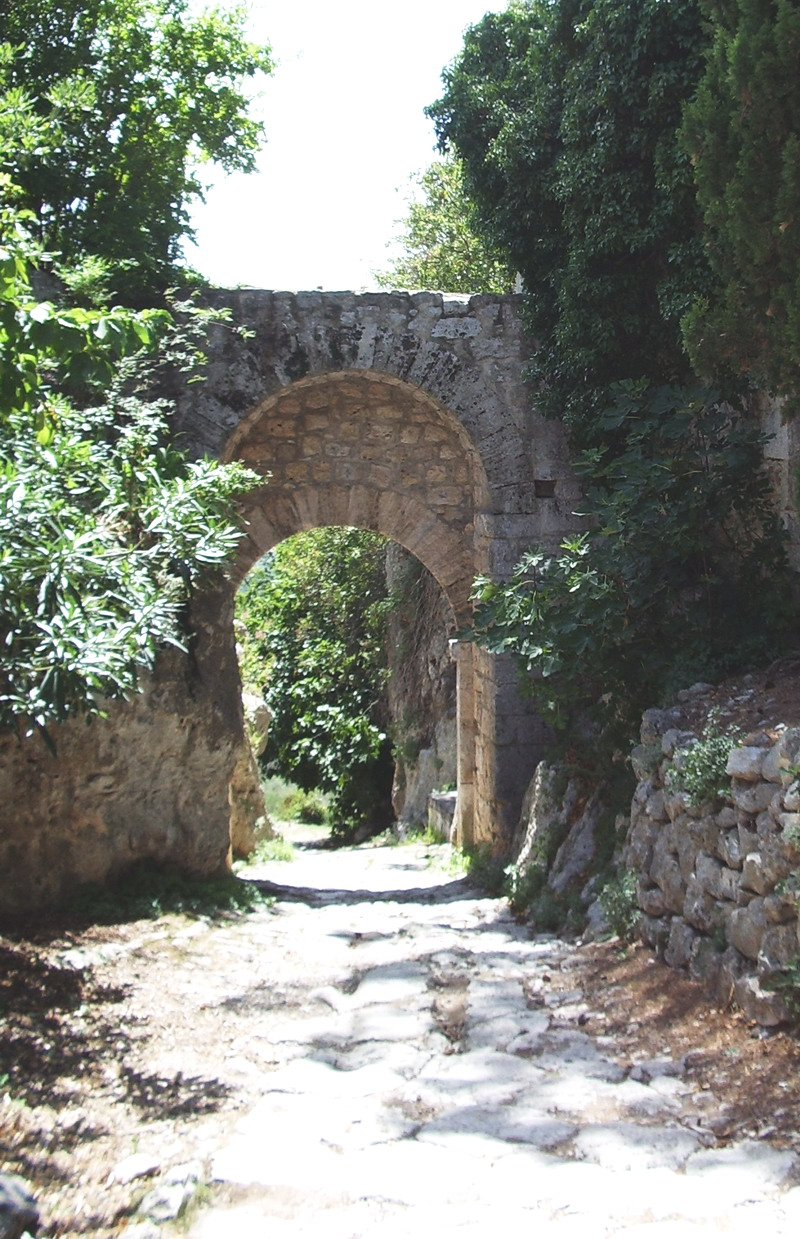
La Via Clodia à Saturnia, près de la Porte Romaine

La Via Clodia était une ancienne route romaine d'Italie, de courte distance destinée au trafic marchand avec les colonies d’Étrurie, terres étrusques en Toscane.

Cette voie publique était dénommée via des thermes, soit parce qu’elle rejoignait certaines localités thermales, soit parce qu’elle se terminait à Saturnia. Bien que cette dernière localité n’étant pas l’origine de la via Clodia, les historiens s’accordent sur le fait qu’elle fut une voie construite par les Romains sur un tracé étrusque préexistant entre Pitigliano, Sorano et Sovana (hameau de Sorano), et calqué sur les préexistantes vie Cava étrusques.

On peut déjà parler de la via Clodia à la fin du IIIe siècle av. J.-C., que son dallage date de 225 av. J.-C., et qu’elle servit de voie de pénétration de l’armée romaine et de conquête de l’Étrurie débutée en 310 av. J.-C.

Cette via Clodia est à différencier de la via Clodia Nova ou Cloda Seconde qui date de 180 av. J.-C. et qui relie Lucques à Luni par un itinéraire le long du fleuve Serchio.

## Itinéraire
Construite entre la via Aurelia qui longe la mer Tyrrhénienne jusqu’à Pise et la via Cassia dont elle suivait le cours sur les 11 premiers milles (environ 16 km), puis a La Storta les deux voies se séparent :
- la via Cassia se dirige au nord, passant du côté gauche du lac de Bracciano, vers les confins de la Toscane et la Ligurie.
- la via Clodia se dirige plus au nord-ouest, sur le côté gauche du lac, passe au mansio (gîte d’étape) de Careias (Santa Maria di Galeria) et de ad Nonas (hameau de Vigna di valle de Bracciano). Aux environs de ce point la via se sépare en deux tronçons :
  - un tronçon court se dirigeant plus à l’ouest vers les thermes Aquae Apollinares Veteres (Bagni di Stigliano de Canale Monterano) pour rejoindre Tarquinii (Tarquinia) et la via Aurelia.
  - un tronçon plus long qui du Forum Clodii près de Bracciano continue toujours au nord-ouest vers l’étape de Olera à Blera, puis longe la commune de Vetralla pour arriver à la cité étrusque de Norchia puis l’étape de Tuscana (Tuscania) et remonter le long de la rivière jusqu’à  Marta au bord du lac de Bolsena, traverser la commune de Valentano pour arriver à l’étape de Maternum (Ischia di Castro ou Canino), remonter aux thermes de Saturnia et rejoindre la via Aurelia à Rusellae.

## Gîtes d’étape (lesMansio)
Selon la Table de Peutinger, les mansio (gîtes d’étape) que la via Clodia traversaient dans son parcours sont 
:
- Sextum (dans la zone actuelle de Rome appelée La Storta) était l’endroit se séparation d’avec la via Cassia
- Careias (dans la zone actuelle de Rome appelée Santa Maria di Galeria)
- ad Nonas (près de Vigna di Valle, hameau de la commune de Bracciano)
- Forum Clodii (près de San Liberato de Bracciano)
- Olera (Blera)
- Tuscana (Tuscania)
- Marta (sul lac de Bolsena)
- Maternum (Canino ou Ischia di Castro)
- Saturnia
- Rusellae jonction de la via Clodia avec la via Aurelia